# Rutilia luzona
Rutilia luzona är en tvåvingeart som först beskrevs av Günther Enderlein 1936.  Rutilia luzona ingår i släktet Rutilia och familjen parasitflugor. Inga underarter finns listade i Catalogue of Life.